# الأخلاق اليهودية

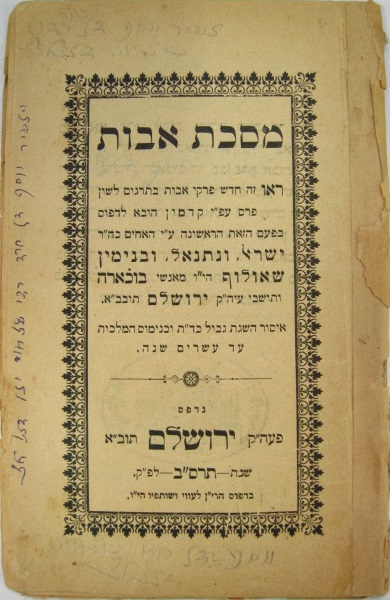

الأخلاق اليهودية هي الفلسفة الأخلاقية في الدين اليهودي وعند الشعب اليهودي. وهي نوعٌ من الأخلاق المعيارية، وقد تشمل القضايا الأخلاقية اليهودية أشياء ممنوعة بالقانون، وقد تُعتبر قريبة من التراث الفلسفي الأخلاقي الغربي.

## فضائل وأخلاق مركزية في الأخلاق اليهودية

### مواضيع رئيسة في الأخلاق الكتابية
تحضّ الكتابات المنسوبة إلى الأنبياء الكتابيين كل الناس على أن يعيشوا حياةً تقية. ومن الفضائل التي التزمها الأنبياء ليلتزمها الناس من بعدهم: الرفق بالمحتاج، والخير والإيمان ورحمة المعانين وحب السلام والتواضع والشفقة. أما الولاء المدني، حتى لو كان لحاكم أجنبي، فهو واجب (إرميا 29:7). «تعلَّمْ فعل الخير» هذه فكرة رئيسة في الدعوة النبوية (أشعياء 1:17). يتوق الأنبياء إلى زمن من السلام والخير، تنتهي فيه الحرب (أشعياء 2:2، وآيات أخرى تذكَر في هذه المقالة).

## موجَزات الأخلاق الحاخامية التقليدية
أنشأ هيلل الأكبر قاعدةً ذهبيّة: «إذا كرهتَ شيئًا لنفسك، فلا تفعله لغيرك» (التلمود البابلي). أما الحاخام عكيفا بن يوسف، وهو من القرن الأول الميلادي، فيقول: «أيّما شيءٍ كرهته لنفسك، فلا تفعله لجارك، فلا تؤذه ولا تلمزه ولا تكشف سرّه، وليكن شرفه وأملاكه عزيزًا عليك كعزّة شرفك وأملاكك» (مدراس آباء الحاخام ناتان).
وفي رأي الحاخام عكيفا بن يوسف أن الوصيّة «أحبب أخاك كما تحب نفسك» (اللاويّين 19:18) هي أهم الوصايا في العقيدة اليهودية، أما شمعون بن عزّاي فيشير إلى هذا ويقول إن في النصّ الكتابي مبدأ أعظم، «هذا كتاب خلق آدم. في اليزك الذي خلق الله فيه الإنسان (آدم)، خلقه على صورته» (التكوين 5:1).
ويقول الحاخام سملاي «أوحيَ إلى موسى 613 وصيّة، ثم جاء داود وقللها إلى إحدى عشرة وصية في المزمور الخامس، ثم جاء أشعياء فجعلها ستًّا (33:15) ثم ميخا (6:8) فجعلها ثلاثًا: ‹أقم العدل وأحب الرحمة وامشِ بتواضع مع ربّك›، ثم قلّلها أشعياء مرة أخرى إلى اثنتين (56:1) ‹احفظ العدل، وافعل الخير› ثم جعلها حبقوق واحدة ‹يعيش التقيّ بإيمانه›».

### العدل والصدق والسلام
يقول الحاخام شمعون بن جملائيل: «يقوم الكون على ثلاثة أشياء: العدل والحق والسلام» (فصول الآباء 1:18).
أمّا العدل («الدين»، أو «المسفات» في الكتاب المقدس) فهو أهم هذه الثلاثة عند الله، سواءٌ أكان الأمر صغيرًا أو كبيرًا (سنهدرين 8a). «فليَجُز العدل الجبل» هي الحكمة الرئيسة التي تُنسب إلى موسى (سنهدرين 6b). السرقة والظلم محرّمان في اليهودية، حتى إذا كانا بهدف استعادة أجور عامل.
الكذب والمدح الكاذب وشهادة الزور والحلف كذبًا كل ذلك محرَّم. سُمعة الأخ مقدَّسة (الخروج 21:1). اللمز والنميمة محرّمان أيضًا، وكراهية الأخ في القلب. (اللاويين 19:17). الحقد والقسوة غير أخلاقيين، واحترام الكبير مطلوب، ولا بد من العدل، والوزن بالقسط مطلوب، وليس للقاضي أن ينظر في الفقر والغنى (اللاويين 19:15, 18, 32, الخروج 23:3).
السلام من المبادئ التي تقوم عليها التوراة، فإنّ «سبُلها سبل سعادة، وكل طرقها سلام.» (الأمثال 3:17) ويشرح هذه العبارة التلمود «كل التوراة مجعولة من أجل طلب سُبُل السلام». يعلّق موسى بن ميمون في كتابه مشنه توراه: «ما أعظم السلام، فقد جُعلت التوراة كلّها سبيلًا لتعميم السلام في الكون، وكما جاء في الكتاب: ‹سبُلها سبل سعادة، وكل طرقها سلام.›»

### الحب والرفق والرحمة
قال شمعون العادل: «يقوم العالم على ثلاثة أشياء: التوراة، وعبادة الله، وإظهار اللطف» (فصول الآباء 1:2). اللطف هنا هو الفضيلة الأخلاقية المركزية.
يرتبط اللطف بالرحمة في التراث. إن غياب الرحمة عن الإنسان يجعله قاسي القلب (إرميا 6:23). إن الأوامر المتكررة في أسفار الشريعة والنبيين بحماية الأرملة واليتيم والغريب تظهر عُمق الشعور بالرحمة والشفقة في قلوب الصالحين من بني إسرائيل قديمًا، كما يُقال.
ويُعلي التلمود كذلك من شأن الصدافة، فكلمة «المشاركة»، هي كلمة «الصديق». «جد لنفسك صديقًا» (الآباء 1:6). «الصحبة أو الموت» (تعنيت 23a).
احترام المخلوقات الأخرى مهم إلى درجة أنه يجوز انتهاك التحريمات الكتابية من أجله. (التلمود) ويجب دفن الموتى وتكريمه، خصوصًا الذين لا أحد لهم.

### الصحة وتكريم النفس
إلى جانب الوصايا الآمرة بالعناية بالناس، تنزع المصادر اليهودية إلى وجوب حماية الإنسان حياته وصحّته. (براخوت 32b). فالأطعمة المضرّة بالصحّة ممنوعةٌ منعًا أشدّ من منع الأطعمة المحرّمة. ترفض الأخلاق اليهودية تحقير النفس. «كلّ من يضع على نفسه قيودًا أو صيامًا لا حاجة له به، أو يحرم نفسه لذاذة الخمر، فهو خاطئ» (تنعيت 11a،22b). وسيُسأل الناس عن كلّ متعة مباحةٍ رفضوها (التلمود المقدسي، قدوشين 4، 66d) يجب أن يكرّم الإنسان جسمه «تكريم صورة الله» (هيلل: مدراس اللاويين راباه 34)، وملابسه (التلمود). وفي اليهودية أن الحياة الحقّة أبعد من مفهوم التنفّس وجريان الدم في الشرايين، بل هي الحياة الهادفة والمتصلة بالله والناس.

## مجالات الأخلاق اليهودية العملية

### الأخلاق الأسرية في اليهودية
يشدد التراث اليهودي على احترام الوالدين. أما اليهودية الأرثوذكسية فتنظر إلى الأب على أنه رأس الأسرة، أما الأم فيجب على البنين والبنات احترامها وإكرامها. وأما اليهوديون الليبراليون فيرون أن الأم والأب متساويان في كل شيء.
للأسرة دور كبير في اليهودية، اجتماعيًّا ومن أجل نقل تعاليم الدين إلى الأجيال القادمة. وإكرام الأب والأم واحدة من الوصايا العشر. تحاول الأسر اليهودية أن يكون لها علاقات أسرية قريبة ومحترمة، وأن تعتني بالكبار والصغار. الالتزام الديني عنصر أساسي في الحياة المنزلية، ويشمل السبت كل أسبوع والحفاظ على أحكام الطعام اليهودية. يوصي التلمود الآباء بتعليم أولادهم مهارات التجارة والنجاة، ويوصي الأولاد بالاعتناء بآبائهم.

### الزواج والعلاقات الجنسية
يسمّى الزواج قدوشين، أو التقديس، أي إن الزواج مؤسسة متّسمة بالقداسة. عدم التعدد هو الأمثل عند معظم اليهود (التكوين 2:24). ويُرى أن التبتّل مخالف للأمر بالتكاثر والولادة (التكوين 2:18، وأشعياء 45:18). حسب التلمود والمدراس، فالرجل مأمور بالتزوّج والتكاثر. «من يعش بلا زوجة يعش بلا فرحة ولا بركة، بلا أمن ولا سلام»، وهو «رجل غير كامل»، وسيُحاسب على هذا في يوم الدين.
يرفض الحاخامات الأرثوذكس كلهم تقريبًا الجماع قبل الزواج، أما غير الأرثوذكس فيرونه مباحًا. تحرّم اليهودية الأرثوذكسية العلاقات الجنسية في فترة المحيض. بعد انتهاء الحيض، يجب على المرأة أن تغمر كل جسمها في مكفه (وهو حوض تطهّر شعائري)، لتدخل حالة الطهارة الشعائرية. وبعد ذلك يمكن إقامة العلاقات الجنسية. فلا بدّ للزوجين أن يجدا طرائق أخرى للتعبير عن الحب في هذه الفترات، ويقول بعض الناس إن فترة الانقطاع عن الجماع تمتّن العلاقة. رفض معظم اليهود غير الأرثوذكس الأحكام الأرثوذكسية في الامتناع عن الجماع في المحيض.
يرى اليهود الأرثوذكس أن المثليّة الجنسيّة الذكريّة محرّمة في التوراة، ولكن غيرهم من اليهود يرون أن بعض أشكال المثلية الجنسية أو كلّها مباحة في التراث.
في اليهودية، يُكرَه الجِماع خارج الزواج على نطاق واسع. تتفق الأخلاق اليهودية في كل الطوائف على تحريم الزنا وسفاح القربى (اللاويين 18:6–23).